# 행복했던 여자
《행복했던 여자》(영어: Deceived)는 미국에서 제작된 데이미언 해리스 감독의 1991년 심리 스릴러 영화이다. 골디 혼, 존 허드 등이 출연하였고, 마이클 피넬 등이 제작에 참여하였다.

## 출연
- 골디 혼 - 에이드리언 손더스 역
- 존 허드 - 프랭크 설리번 / 잭 손더스 / 댄 셔먼 역
- 로빈 바틀릿 - 샬럿 역
- 애슐리 펠던 - 메리 손더스 역
- 비어트리스 스트레이트 - 에이드리언의 어머니 역
- 조지 R. 로버트슨 - 에이드리언의 아버지 역
- 톰 어윈 - 하비 슈워츠 역
- 얀 루베시 - 토머스(토마시) 역
- 어나이스 그러노프스키 - 엘런 역
- 스탠리 앤더슨 - 킨셀라 형사 역
- 에이미 라이트 - 에벌린 손더스 역

## 기타 제작진
- 공동 제작: 메리 애그니스 도너휴
- 미술: 앤드루 매캘핀
- 배역: 데버라 어퀼라

## 우리말 녹음
KBS 성우진 (1995년 8월 20일)
- 서혜정 - 에이드리언(골디 혼)
- 신성호 - 잭(존 허드)
- 유명숙
- 임은정
- 김창주
- 이규화
- 정옥주
- 김태웅
- 박홍식
- 문선희
- 김관진
- 박성현